# Liste der Kulturdenkmäler in Schweisweiler
In der Liste der Kulturdenkmäler in Schweisweiler sind alle Kulturdenkmäler der rheinland-pfälzischen Ortsgemeinde Schweisweiler aufgeführt. Grundlage ist die Denkmalliste des Landes Rheinland-Pfalz (Stand: 27. November 2018).

## Denkmalzonen
| Bezeichnung            | Lage                                                | Baujahr                 | Beschreibung | Bild |
| ---------------------- | --------------------------------------------------- | ----------------------- | --- | ---- |
| Denkmalzone Ortsstraße | Ortsstraße 9, 11, 13, 15, 16, 17, Hinnergass 2 Lage | 17. bis 19. Jahrhundert | Baugruppe des 17. bis 19. Jahrhunderts mit Fachwerkbauten, Kleinhäusern, Parallelhof und ehemaligem protestantischem Schulhaus von 1847 | BW   |

## Einzeldenkmäler
| Bezeichnung                                                       | Lage                                  | Baujahr                    | Beschreibung | Bild            |
| ----------------------------------------------------------------- | ------------------------------------- | -------------------------- | --- | --------------- |
| Grabmal                                                           | Hinnergass Lage                       | 1871                       | auf dem wohl Anfang des 19. Jahrhunderts angelegten, mehrmals erweiterten Friedhof Grabmal Matthias Hafen († 1871), Gusseisen, wohl Eisengießerei Gienanth, Hochstein | BW              |
| Hofanlage                                                         | Kirchstraße 4 Lage                    | 1750                       | Einfirstanlage, bezeichnet 1750 | BW              |
| Katholische Kirche St. Ägidius und Unbefleckte Empfängnis Mariens | Kirchstraße 6 Lage                    | 1752                       | spätbarocker Saalbau, geschwungene Fassade, bezeichnet 1752, mit Ausstattung; orts- und landschaftsbildprägend                                                        | BW              |
| Reliefplatte                                                      | Kirchstraße, an Nr. 7 Lage            | Mitte des 18. Jahrhunderts | Relief, Sandstein, Mitte des 18. Jahrhunderts | BW              |
| Wohnhaus                                                          | Kirchstraße 8 Lage                    | Mitte des 18. Jahrhunderts | spätbarocker Krüppelwalmdachbau, teilweise Fachwerk, wohl aus der Mitte des 18. Jahrhunderts                                                                          | BW              |
| Heiliger Nepomuk                                                  | Ortsstraße, auf der Alsenzbrücke Lage | Mitte des 18. Jahrhunderts | spätbarocke Sandsteinskulptur, Mitte des 18. Jahrhunderts | Fotos hochladen |
| Protestantischer Glockenturm                                      | Ortsstraße, bei Nr. 1 Lage            | 1902                       | Sandsteinpodest, offene Eisenkonstruktion, Wellblechdach, 1902, Architekt Ludwig Schmidt, Rockenhausen                                                                | BW              |
| Hofanlage                                                         | Ortsstraße 9 Lage                     | Mitte des 18. Jahrhunderts | kleinere Hofanlage, wohl aus der Mitte des 18. Jahrhunderts, teilweise umgebaut in der Mitte des 19. Jahrhunderts                                                     | BW              |
| Wohnhaus                                                          | Ortsstraße 15 Lage                    | 1689                       | Wohnhaus mit Fachwerkobergeschoss, Fachwerk-Erker bezeichnet 1689 (?), im rechten Winkel angebaut ehemaliges Backhaus, eingeschossiger Bruchsteinbau                  | BW              |
| Zollhaus                                                          | Ortsstraße 16 Lage                    | frühes 18. Jahrhundert     | ehemaliges falkensteinisches Zollhaus; Barockbau, teilweise Fachwerk, wohl aus dem frühen 18. Jahrhundert                                                             | BW              |
| Wohnhaus                                                          | Ortsstraße 17 Lage                    | 18. Jahrhundert            | Wohnhaus mit Fachwerkobergeschoss, 18. Jahrhundert | BW              |